# Уцуномия (княжество)

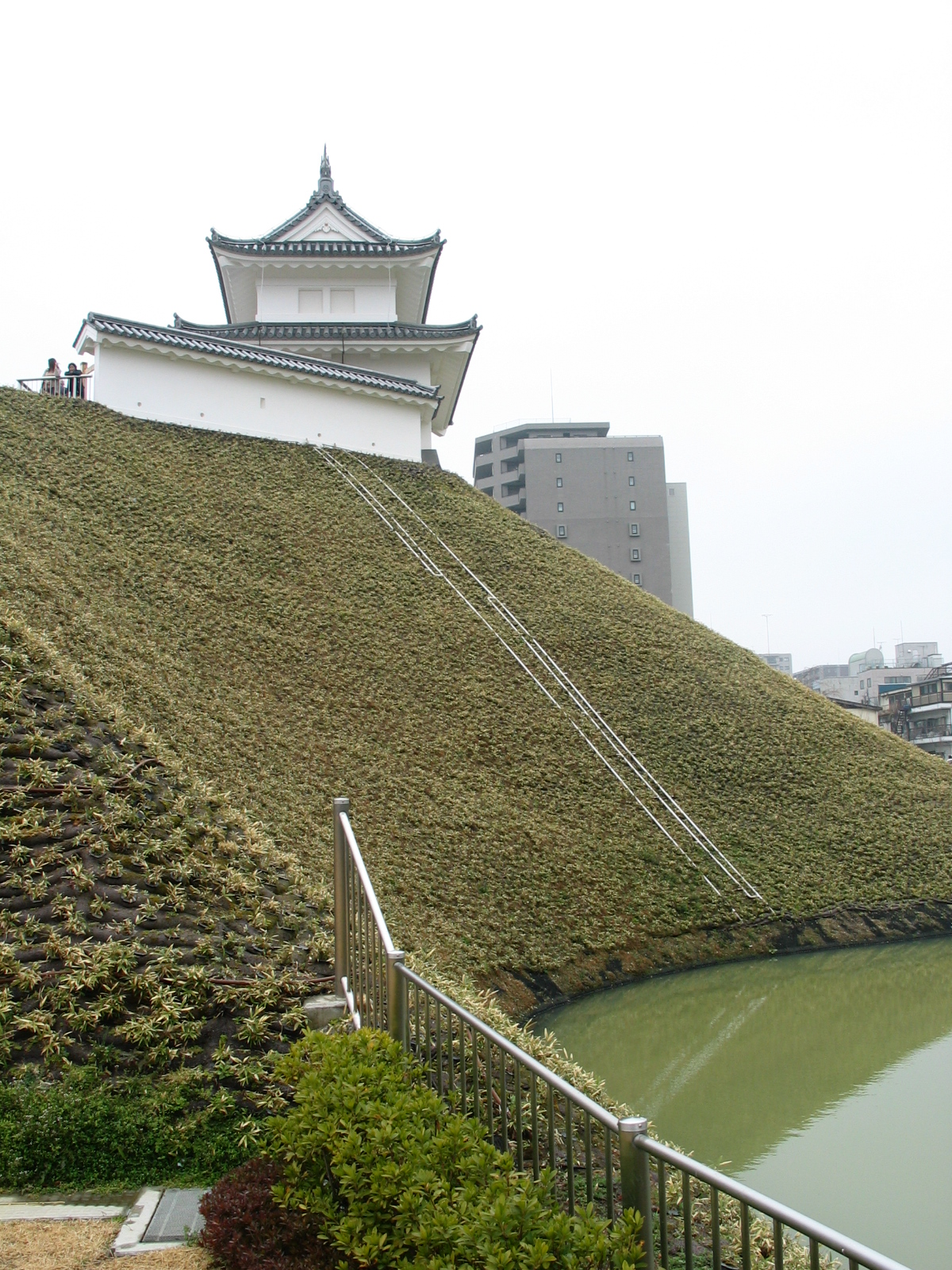
Реконструированная ягура (башня) в замке Уцуномия, город Уцуномия, префектура Тотиги

Княжество Уцуномия (яп. 宇都宮藩 Уцуномия-хан) — феодальное княжество (хан) в Японии периода Эдо (1601—1871). Уцуномия-хан располагался в провинции Симоцукэ (современная префектура Тотиги) на острове Хонсю.

## История

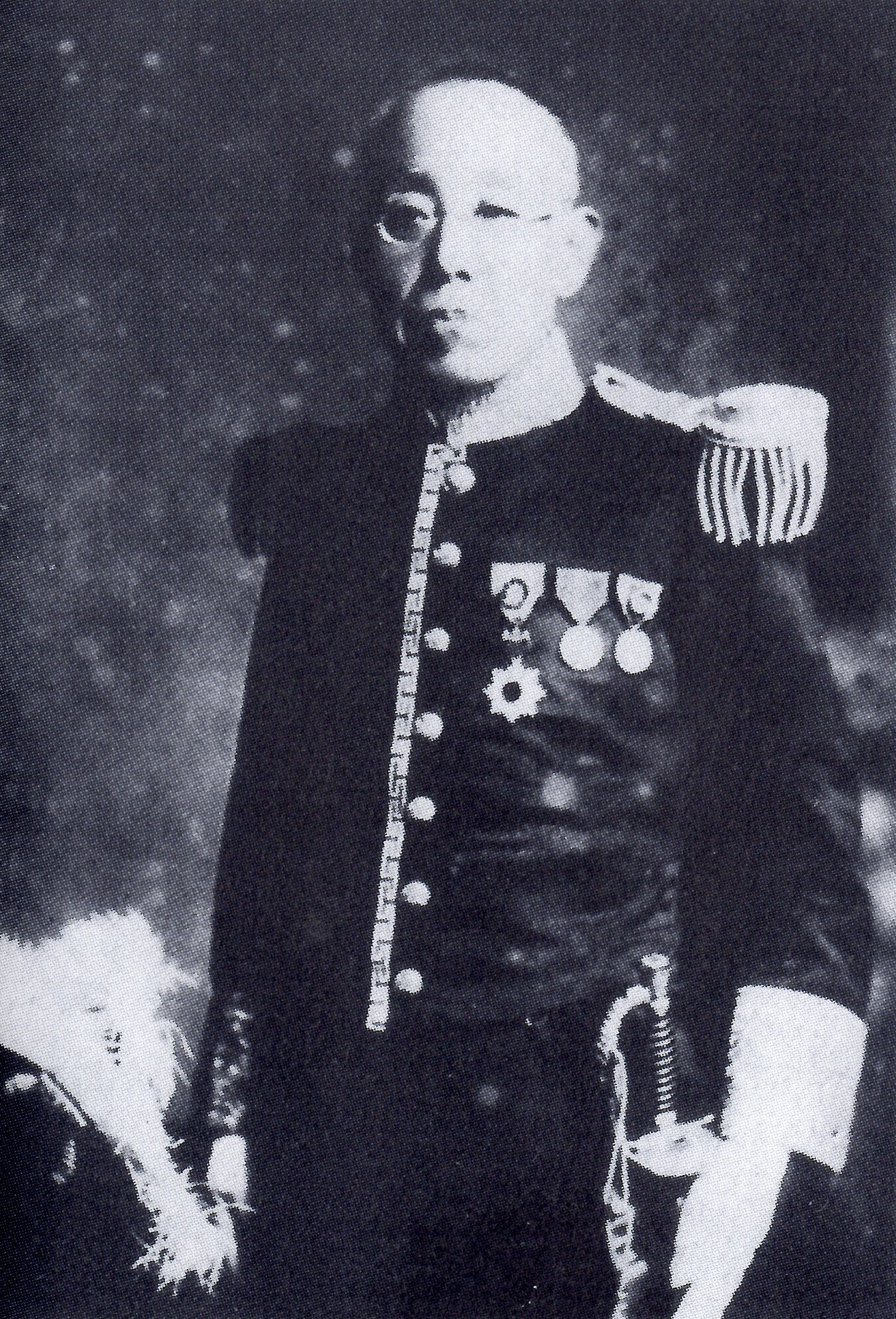
Тода Тадатомо (1847—1924), последний даймё Уцуномия-хана (1865—1871)

Административный центр: замок Уцуномия (современный город Уцуномия, регион Канто, префектура Тотиги).
Домен Уцуномия находилась под властью рода Уцуномия, одного из восьми основных самурайских родов северного региона Канто, который вёл своё происхождение от клана Фудзивара. В 1590 году Уцуномия Куницуна поддержал японского правителя Тоётоми Хидэёси во время осады замка Одавара. В награду Тоётоми Хидэёси подтвердил за ним владение родовым доменом (187 613 коку риса). Тем не менее, в 1597 году род Уцуномия был лишен своих владений. Шпионы Хидэёси сообщили ему, что фактический доход рода Уцуномия был в два раза больше, чем официально был ему разрешен. Область Уцуномия на короткое время была передана клану Гамо из Айдзу-хана. В 1598 году правителем домена стал Гамо Хидэюки (1583—1612).
В 1601 году Токугава Иэясу пожаловал домен Уцуномия-хан с доходом в 100 тысяч коку во владение своему внуку Окудайре Иэмасе (1577—1614), сыну его старшей дочери Камэ-химэ. Его сын, Окудайра Тадамаса (1608—1668), в возрасте 8 лет был признан в качестве 2-го даймё Уцуномия-хана. В 1619 году Окудайра Тадамаса был переведен в Кога-хан в провинции Симоса с доходом 110 тысяч коку риса. В Уцуномию был переведен Хонда Масадзуми (1566—1637), 1-й даймё Ояма-хана в 1608—1619 годах. Хонда Масадзуми перестроил замок Уцуномия и окружающий замок город. В 1622 году Хонда Масадзуми был отстранен от управления доменом и отправлен в Кубота-хан под домашний арест. Он был обвинен в заговоре против сёгуна Токугава Хидэтады.
В 1622 году в Уцуномию был возвращен Окудайра Тадамаса из Кога-хана, получив доход в размере 110 тысяч коку. Тадамаса управлял Уцуномией в течение следующих 46 лет до своей смерти в 1668 году. Ему наследовал его сын, Окудайра Масаёси (1633—1672). В том же 1668 году последний был переведен из Уцуномии в Ямагата-хан (20 000 коку) в провинции Дэва.
В 1668 году Уцуномия-хан был передан во владение Мацудайре Тадахиро (1631—1700). Ранее он правил в ханах Химэдзи (1644—1648) и Ямагата (1648—1668). Его доход был увеличен до 150 000 коку. Отец Тадахиро, Мацудайра Тадааки (1583—1644), 1-й даймё Химэдзи-хана (1639—1644), был братом Окудайры Тадамасы по своей матери. В 1681 году после 13-летнего правления Мацудайра Тадахиро был переведен в Сиракава-хан (1681—1692).
Домен Уцуномия-хан был возвращен Хонде Тадахиро (1632—1695), который ранее правил в Сиракаве-хане (1662—1681). Тем не менее, его правление отказалось весьма непопулярным. В 1685 году он был переведен в домен Корияма-хан (1685—1695) в провинции Ямато.
В 1685 году из Ямагаты в Уцуномию был возвращен Окудайра Масаакира (1668—1695), сын Окудайры Масаёси. Доход хана был сокращен до 90 000 коку риса. Он скончался в 1695 году в возрасте 28 лет. Ему наследовал малолетний сын, Окудайра Масасигэ (1694—1746), 2-й даймё Уцуномия-хана (1695—1697). В 1697 году он был переведен из Уцуномии в Миядзу-хан (1697—1717) в провинции Бунго.
В 1697 году в Уцуномию был переведен Абэ Масакуни (1658—1715), который ранее правил в Ивацуки-хане (1671—1681) и Миядзу-хане (1681—1697). В 1710 году после 13-летнего правления Абэ Масакуни был переведен в Фукуяма-хан в провинциях Бинго и Биттю.
В 1710 году правителем Уцуномия-хана стал Тода Тададзанэ (1651—1729), ранее руководивший Сакура-ханом в провинции Симоса (1699—1701) и Такада-ханом в провинции Этиго (1701—1710). Он носил должность родзю при сёгунах Токугава Иэцугу и Токугава Ёсимунэ. В 1729 году ему наследовал его сын, Тода Тадами (1689—1746), 2-й даймё Уцуномии (1729—1746). Его преемником в 1746 году стал его сын, Тода Тадамицу (1730—1781), 3-й даймё Уцуномии-хана (1746—1749). В 1749 году последний был переведен в Симабара-хан в провинции Хидзэн (1749—1754).
В 1749 году из Симабары в Уцуномию был переведен даймё Мацудайра Тадамаса (1737/1738 — 1801). В 1762 году ему наследовал его младший брат, Мацудайра Тадахиро (1742—1792). В правление даймё из клана Мацудайра Уцуномия страдала от повторных наводнений и неурожаев. Мацудайра стали повышать налоги, что привело к ряду крестьянских восстаний, которые были подавлены при помощи военной силы. Кроме того, город Уцуномия пострадал от нескольких пожаров. В 1774 году Мацудайра Тадахиро был переведен в Симабара-хан (1774—1792).
В 1774 году правителем Уцуномия-хана был назначен Тода Тадато (1739—1801), который ранее был даймё Симабара-хана (1754—1774). Тода Тадато был четвертым сыном Тода Тадами (1689—1746), даймё Уцуномия-хана в 1729—1746 годах. Его потомки управляли княжеством в течение семи поколений до Реставрации Мэйдзи.
Во время Войны Босин в 1868 году произошла битве под замком Уцуномия. Военные силы под командованием Отори Кэйсукэ и Хидзиката Тосидзо, вассалов Токугава, захватили замок Уцуномия. Тода Тадатомо, последний даймё Уцуномия-хана, тогда отсутствовал в своей резиденции. Он сначала дал согласие на использование своего замка, но после ареста представителями императора в городе Оцу перешёл на сторону нового правительства. Тем не менее, через 2 недели императорские войска отбили замок Уцуномия.
В июле 1871 года после административно-политической реформы Уцуномия-хан был ликвидирован. Территория княжества была включена в состав префектуры Тотиги.

## Список даймё
| #                                               | Имя и годы жизни                                     | Правление | Титул                                    | Ранг     | Доход                |
| ----------------------------------------------- | ---------------------------------------------------- | --------- | ---------------------------------------- | -------- | -------------------- |
| Род Окудайра (фудай-даймё) 1601—1619            |                                                      |           |                                          |          |                      |
| 1                                               | Окудайра Иэмаса (1577-1614) (яп. 奥平家昌)           | 1601-1614 | Дайдзэн-но-дайфу (大膳大夫); Jijū (侍従) | 従四位下 | 100,000 коку риса    |
| 2                                               | Окудайра Тадамаса (1608-1668) (яп. 奥平忠昌)         | 1614-1619 | Мимасака-но-ками (美作守)                | 従四位下 | 100,000 коку         |
| Род Хонда (фудай-даймё) 1619—1622               |                                                      |           |                                          |          |                      |
| 1                                               | Хонда Масадзуми (1565-1637) (яп. 本多正純)           | 1619-1622 | Кодзукэ-но-сукэ (上野介)                 | 従五位下 | 155,000 коку         |
| Род Окудайра (фудай-даймё) 1622—1668            |                                                      |           |                                          |          |                      |
| 1                                               | Окудайра Тадамаса (1608-1668) (яп. 奥平忠昌)         | 1622-1668 | Мимасака-но-ками (美作守)                | 従四位下 | 110,000 коку риса    |
| 2                                               | Окудайра Масаёси (1633-1672) (яп. 奥平昌能)          | 1668-1668 | Дайдзэн-но-сукэ (大膳亮)                 | 従五位下 | 110,000 коку         |
| Род Окудайра-Мацудайра (симпан-даймё) 1668—1681 |                                                      |           |                                          |          |                      |
| 1                                               | Мацудайра Тадахиро (1631-1700) (яп. 松平忠弘)        | 1668-1681 | Симоса-но-ками (下総守)                  | 従四位下 | 150,000 коку         |
| Род Хонда (фудай-даймё) 1681—1685               |                                                      |           |                                          |          |                      |
| 1                                               | Хонда Тадахира (1632-1695) (яп. 本多忠平)            | 1681-1685 | Ното-но-ками (能登守)                    | 従四位下 | 110,000 коку риса    |
| Род Окудайра (фудай-даймё) 1685—1697            |                                                      |           |                                          |          |                      |
| 1                                               | Окудайра Масаакира (1668-1695) (яп. 奥平昌章)        | 1685-1695 | Мимасака-но-ками (美作守)                | 従五位下 | 90,000 коку          |
| 2                                               | Окудайра Масасигэ (1694-1746) (яп. 奥平昌成)         | 1695-1697 | Дайдзэн-но-сукэ (大膳大夫)               | 従四位下 | 110,000 коку риса    |
| Род Абэ (фудай-даймё) 1697—1710                 |                                                      |           |                                          |          |                      |
| 1                                               | Абэ Масакуни (1658-1715) (яп. 阿部正邦)              | 1697-1710 | Цусима-но-ками (対馬守)                  | 従五位下 | 100,000 коку риса    |
| Род Тода (фудай-даймё) 1710—1749                |                                                      |           |                                          |          |                      |
| 1                                               | Тода Тададзанэ (1651-1729) (яп. 戸田忠真)            | 1710-1729 | Ясасиро-но-ками (山城守); Jijū （侍従）  | 従四位下 | 67,000 ->77,000 коку |
| 2                                               | Toда Тадами (1689-1746) (яп. 戸田忠余)               | 1729-1746 | Хюга-но-ками (日向守)                    | 従五位下 | 77,000 коку          |
| 3                                               | Toда Taдамицу (1730-1781) (яп. 戸田忠盈)             | 1746-1749 | Хюга-но-ками (日向守)                    | 従五位下 | 77,000 коку риса     |
| Род Фукодзу-Мацудайра (фудай-даймё) 1749—1774   |                                                      |           |                                          |          |                      |
| 1                                               | Мацудайра Тадамаса (1737/1738 - 1801) (яп. 松平忠祇) | 1749-1762 | Тономо-но-ками (主殿頭)                  | 従五位下 | 66,000 коку          |
| 2                                               | Мацудайра Тадахиро (1740/1742 - 1792) (яп. 松平忠恕) | 1762-1774 | Тономо-но-ками (主殿頭)                  | 従五位下 | 66,000 коку риса     |
| Род Тода (фудай-даймё) 1774—1871                |                                                      |           |                                          |          |                      |
| 1                                               | Тода Тадато (1739-1801) (яп. 戸田忠寛)               | 1774-1798 | Инаба-но-ками (因幡守); Jijū （侍従）    | 従四位下 | 77,000 коку          |
| 2                                               | Toда Таданака (1761-1823) (яп. 戸田忠翰)             | 1798-1811 | Ното-но-ками (能登守)                    | 従五位下 | 77,000 коку риса     |
| 3                                               | Тода Таданобу (1790-1823) (яп. 戸田忠延)             | 1811-1823 | Хюга-но-ками (日向守)                    | 従五位下 | 77,000 коку          |
| 4                                               | Toда Тадахару (1804-1851) (яп. 戸田忠温)             | 1823-1851 | Ямасиро-но-ками (日向守)                 | 従四位下 | 77,000 коку          |
| 5                                               | Toда Taдааки (1839-1856) (яп. 戸田忠明)              | 1851-1856 | Инаба-но-ками (因幡守)                   | 従五位下 | 77,000 коку риса     |
| 6                                               | Тода Тадаюки (1847-1868) (яп. 戸田忠恕)              | 1856-1865 | Утидзэн-но-ками (越前守)                 | 従五位下 | 77,000 коку          |
| 7                                               | Toда Taдатомо (1847-1924) (яп. 戸田忠友)             | 1865-1871 | Тоса-но-ками (土佐守)                    | 従五位下 | 77,000 коку риса     |